# Ciocănitoare pestriță mare
Ciocănitoarea pestriță mare (Dendrocopos major) este o pasăre din familia picidelor (Picidae), cu o mărime de 25 cm (cât mierla neagră), de culoare tărcat alb cu negru; regiunea subcodală roșie, ciocul  albăstrui, cu muchii longitudinale, dur, ascuțit la capăt și picioarele cenușiu-negricioase, masculul cu ceafa roșie;  este întâlnită în regiuni împădurite, începând de la șes până în pădurile de conifere și își face cuibul în scorburi de copaci. În România este prezentă tot timpul anului și este răspândită peste tot în ținuturile împădurite de la șes la munte, până în zona coniferelor; frecventă în parcurile orașelor și terenuri de cultură cu arbori izolați. Sunt descrise 14-26 subspecii, în România sunt prezente 3 subspecii: Dendrocopos major major, Dendrocopos major pinetorum și Dendrocopos major candidus.

## Caracteristici
Ciocănitorile sunt aproximativ de mărimea unui graur. Lungimea de la cioc la coadă a acestor păsări este de 22-23 cm, iar anvergura aripilor este de 34-39 cm. Au penajul negru care contrastează cu alb la umeri și posedă o pată roșie sub coadă. Masculii au o pată roșie și pe ceafă. Exemplarele tinere au în jurul capului o coroniță de culoare roșie, pete alb-tărcate pe umeri, deci culoarea penajului lor nu diferă foarte mult de cel al adulților. Sunetul lor de toboșar este un mijloc foarte bun de a se identifica și are aceleași funcții ca trilurile altor păsări care își fac cunoscut teritoriul, asta deoarece ciocănitorile nu emit sunete vocale specifice. Aceste păsări au fost asociate cu apa, iar ciocănitul lor era considerat un prevestitor al ploii.
Ciocănitorile lovesc scoarța copacilor cu ciocul cu o frecvență mai mare de 40 de bătăi pe secundă. Au craniul armat suplimentar astfel încât forțele de impact nu afectează creierul, foarte bine căptușit în cutia craniană. Penele din coada lor sunt rigide și cu ajutorul acestora se sprijină atunci când se prind vertical de scoarța copacilor. Geometria ghearelor le ajută fiind dispuse opus două câte două în față și în spate (picioare zigodactile). Ciocănitorile se pot deplasa vertical pe scoarța copacilor.

## Răspândire
Acestea se răspândesc prin ouă. Perioada de cuibărit este între lunile aprilie - august. Acestea depun între 4 și 7 ouă.

## Habitat
Această ciocănitoare este printre cele mai adaptabile specii de ciocănitori. Ele trăiesc în diferite habitate atât timp cât acestea conțin copaci, de aici și gradul mare de răspândire pe teritoriul Europei. Ele preferă în special stejarii și carpenii și sunt cel mai des întâlnite în astfel de păduri, dar și în parcuri și grădini. Ciocănitorile pot fi văzute chiar și în mijlocul orașelor atâta timp cât acolo se găsesc copaci suficient de înalți.

## Hrana
Ciocănitorile au nevoie de copaci mari pentru a cuibări și a le susține nevoia de hrană. În cazul în care astfel de copaci dispar din pădurile în care aceste ciocănitori locuiesc rezultatele vis-a-vis de numărul de ciocănitori pot fi severe. Acestea sondează scoarța copacilor în căutare de insecte și larve și își folosesc limba lungă și lipicioasă pentru a le extrage. Ciocănitorile se mai hrănesc și cu seva copacilor, nuci, fructe de pădure, semințe, mai ales în timpul iernii, iar primăvara se vor hrăni chiar cu ouăle și puii altor specii de păsări direct din cuiburile acestora.

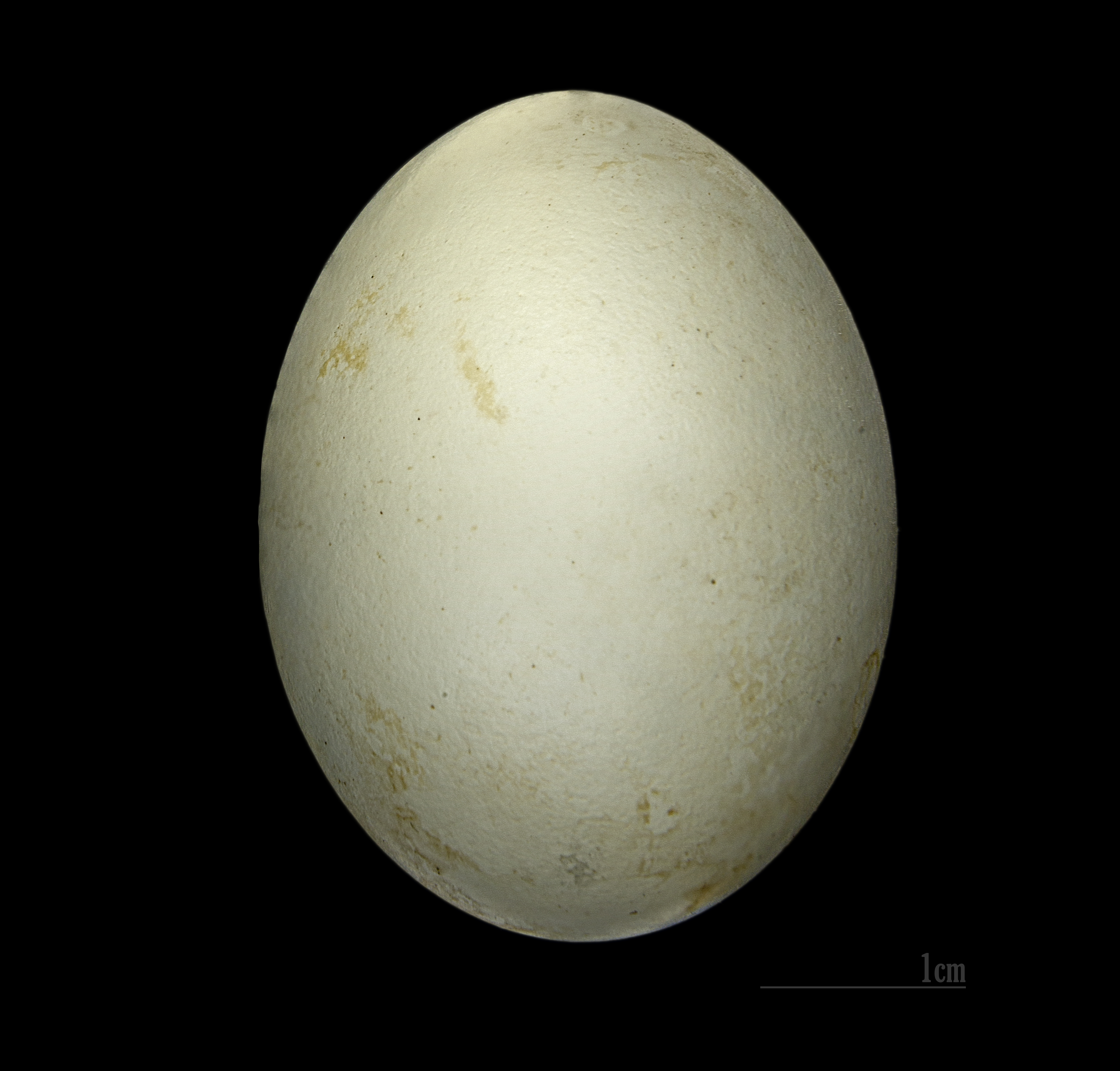
Dendrocopos major